# Instituto de Jubilaciones y Pensiones Civiles

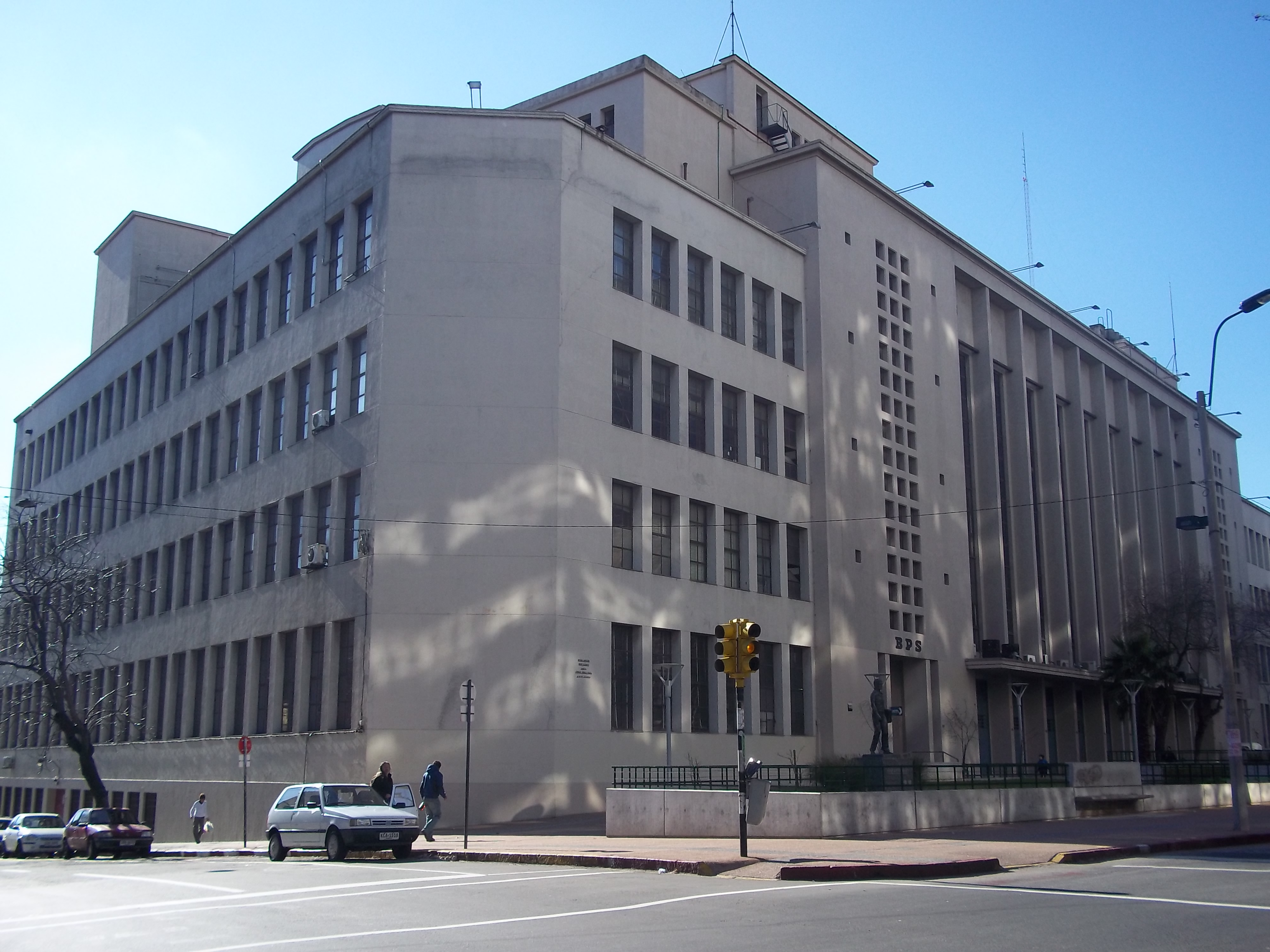
Instituto de Jubilaciones y Pensiones Civiles

Das Instituto de Jubilaciones y Pensiones Civiles, vormals auch unter der Bezeichnung Banco de Previsión Social bekannt, ist ein Bauwerk in der uruguayischen Landeshauptstadt Montevideo.
Das 1937 errichtete Bürogebäude befindet sich im Barrio Cordón an der Calle Colonia 1851-1881 und den Straßen Eduardo Acevedo, Mercedes und Avenida Daniel Fernández Crespo. Als Architekten zeichneten Beltrán Arbeleche und Miguel Canale verantwortlich. Das Gebäude, das sich unweit des neuen Sitzes der Banco de Previsión Social befindet, ist seit 1995 als Bien de Interés Municipal klassifiziert.